# Kasper Harlem Fosser
Kasper Harlem Fosser (* 21. dubna 1999) je norský reprezentant v orientačním běhu. Fosser získal stříbrnou medaili na mistrovství světa v orientačním běhu v roce 2019 v Østfoldu a na juniorském mistrovství světa v orientačním běhu získal zlaté medaile na dlouhé trati, střední trati a štafetě. Na mistrovství světa v orientačním běhu v Doksech v roce 2021 získal zlatou medaili v dlouhé vzdálenosti a na stejném šampionátu stříbrnou medaili ve sprintu za Isacem von Krusenstierna. Fosser vyhrál dlouhou trať u Heřmánků v čase 1:35:55 před Matthiasem Kyburzem a Magnem Daehlim. Na mistrovství světa v orientačním běhu v roce 2022 získal zlatou medaili v individuálním sprintu a bronz ve smíšené sprintové štafetě.
Získal zlatou medaili na dlouhé trati na mistrovství světa v orientačním běhu v roce 2023 po těsném boji s Matthiasem Kyburzem.
Fosser také závodil ve skyrunningu a v roce 2021 vyhrál kategorii U23 na kombinovaném mistrovství světa mládeže ve skyrunningu.